# گیرنده آندروژن

عملکرد رایج گیرنده آندروژن. هورمون تستوسترون (T) واردِ سلول شده و اگر آنزیم ۵ آلفا ردوکتاز حاضر باشد، به هورمون دی‌هیدروتستوسترون (DHT) مبدل می‌شود. پس از اتصال هورمون اخیر به گیرندهٔ آندروژن، این گیرنده دچار تغییر ساختاری شده و منجر به رهاسازی پروتئین‌های گرماشوک (hsps) می‌شود. واکنش فسفریلازاسیون (P) قبل یا بعد از این اتصال هورمونی رخ می‌دهد. کمپلکس AR به داخل هستهٔ سلول نقلِ مکان می‌کند و در آنجا دیمریزاسیون، اتصال به دی‌ان‌ای و بکارگیری راه‌اندازها پیش می‌آید. ژن‌های هدف رونویسی می‌شوند (mRNA) و به پروتئین‌های مورد نظر ترجمه می‌شوند.

گیرنده آندروژن (انگلیسی: Androgen receptor) یا به‌اختصار «AR» که با نامِ «NR3C4» هم شناخته می‌شود، نوعی گیرنده هسته‌ای است که به واسطهٔ اتصال به هورمون‌های آندروژنی تستوسترون و دی‌هیدروتستوسترون در سیتوپلاسم فعال شده و سپس به داخل هستهٔ سلول نقلِ مکان می‌کنند. در انسان، این گیرنده توسط ژن «AR» که بر روی بازوی بلندِ کروموزوم ایکس واقع است، کُد می‌شود.
گیرنده آندروژن ارتباط تنگاتنگی با گیرنده پروژسترون دارد و دوزهای زیادِ پروژستین می‌تواند آنرا بلوکه کند.
نقشِ اصلی گیرنده آندروژن، یک فاکتور رونویسی متصل‌شونده به دی‌ان‌ای است که منجر به تنظیم و تعدیل بیان ژنی می‌شود. با اینحال وظایف دیگری هم برای این گیرنده کشف شده‌است.
ژن‌های تنظیم‌شونده توسط آندروژن‌ها (هورمون‌های جنسی مردانه) برای شکل‌گیری و تداوم فنوتیپ جنسی مردانه نقش مهمی ایفا می‌کنند.